# Thomas Kahlenberg
Pour les articles homonymes, voir Kahlenberg.
Thomas Kahlenberg, né le 20 mars 1983 à Hvidovre au Danemark, est un ancien footballeur international danois qui évolue au poste de milieu offensif.

## Biographie

### Brøndby IF
Jusqu'à 15 ans, Kahlenberg joue dans le club de son enfance Hvidovre IF au poste de milieu de terrain. Il rejoint alors un des plus grands clubs danois, le Brøndby IF. Le 12 mai 2002, il fait ses débuts en élite contre le FC Copenhague. Au terme d'un match nul décisif pour la première place du championnat, son club formateur est sacré champion du Danemark. C'est lors de sa dernière saison avec le club danois que Thomas fait ses preuves. Il est en effet une des pièces maîtresses du milieu de terrain et de la stratégie de Michael Laudrup. Il marque un nombre de buts importants pour un milieu de terrain.
Kahlenberg découvre notamment la Ligue des champions avec son club formateur en jouant son premier match le 31 juillet 2002 face au FK Dinamo Tirana. Son équipe l'emporte par un but à zéro ce jour-là.

### AJ Auxerre
La prochaine étape pour ce joueur de 22 ans était naturellement de s’exporter dans un pays au football plus concurrentiel. Il rejoint donc l'AJ Auxerre. Il est entraîné par l'ancien sélectionneur de l'équipe de France et de l'Olympique lyonnais, Jacques Santini.
Sa première saison avec le club bourguignon est une réussite. Au cœur de l'animation offensive de Jacques Santini, il devient le meilleur passeur du championnat, agrémentant cette performance de 8 buts. Son entente avec Peguy Luyindula permet à l'AJA de réaliser une bonne saison mais s'écroulant sur la fin, notamment à cause de distensions internes qui conduiront au limogeage de Jacques Santini.
Jean Fernandez arrive sur le banc ajaïste mais peine à trouver son équilibre tactique. Thomas est ainsi aligné à différents postes ne correspondant pas toujours à ses qualités. Il réalise tout de même quelques bonnes performances sur l'aile gauche mais sans le rayonnement de la saison passée, handicapé également par des blessures chroniques. Malgré un bon finish Auxerre ne termine que huitième et de nombreux joueurs quittent le club comme le capitaine Benoît Cheyrou.
Lors de la saison 2007-2008, Auxerre plombé par un début de saison catastrophique est à la lutte pour le maintien. Kahlenberg souvent diminué physiquement et utilisé à contre-emploi par Fernandez ne se met guère en évidence avec seulement deux buts et peu de passes décisives. Cependant au cours de la saison 2008-2009, il est enfin replacé en meneur de jeu derrière Ireneusz Jelen, l'avant centre de la formation icaunaise. Les deux hommes s'entendent à merveille, Jelen profitant de la qualité de passe du danois pour mettre en évidence ses déplacements et ses courses. Kahlenberg recommence à faire marquer et à marquer (5 buts). 

### Vfl Wolfsburg
À l'issue de cet exercice, relancé, il s'engage avec le VfL Wolfsburg, récent champion d'Allemagne et au jeu offensif attrayant. Malheureusement Thomas se blesse d'entrée et ne trouvera jamais sa place au sein de la formation allemande. 
Kahlenberg marque son premier et unique but pour Wolfsburg le 2 octobre 2010, lors d'une rencontre de championnat face au Borussia Mönchengladbach. Titulaire, il ouvre le score mais les deux équipes se neutralisent (1-1 score final).
Par ailleurs Wolfsburg ne parvient pas à rééditer sa performance et s'enfonce au milieu du classement malgré un effectif de grande qualité. 

### Évian Thonon-Gaillard
Mis sur la touche à Wolfsburg, Thomas Kahlenberg, rejoint alors le club haut-savoyard d'Évian Thonon-Gaillard Football Club le 5 janvier 2012 pour un prêt d'une durée de six mois sans option d'achat. Il occupe la place de milieu offensif et porte le numéro 11. Il devient le quatrième joueur danois de l'effectif, aux côtés de Daniel Wass, Stephan Andersen et Christian Poulsen. Réalisant une bonne deuxième partie de saison, l'ETG n'arrive pas malgré tout à le recruter et il rentre à Wolfsburg. 

### Retour à Brøndby IF
Il retourne ensuite dans son club formateur : le Brøndby IF où il s'achève sa carrière à la fin de la saison 2016-2017.

### En équipe nationale
Thomas Kahlenberg est convoqué pour la première fois avec l'équipe nationale du Danemark en avril 2003, par le sélectionneur Morten Olsen. Il honore sa première sélection le 30 avril 2003, à l'occasion d'un match amical face à l'Ukraine. Il entre en jeu à la place du seul buteur de la partie, Thomas Gravesen (1-0 score final). Il disputa sa première compétition lors de l'Euro 2004, où les Vikings s'arrêteront en quarts-de-finale, défaits par la Tchéquie 3-0. 
Thomas Kahlenberg fut convoqué par Morten Olsen pour participer à la Coupe du monde 2010. Les Danois ne parviennent toutefois pas à sortir de la phase de groupe lors de cette compétition. Il disputera sa dernière compétition lors de l'Euro 2012 où les Vikings sortiront en phases de poules.

## Vie personnelle
Le 5 mars 2020, durant l'épidémie de maladie à coronavirus, le Brøndby IF, son ancien club, annonce qu'il souffre de la maladie à coronavirus 2019.

## Palmarès

### En club
- Brøndby IF
  - Champion du Danemark en 2002 et 2005
  - Vainqueur de la Coupe du Danemark en 2003 et 2005
  - Vainqueur de la Coupe de la Ligue du Danemark en 2005
  - Vainqueur de la Supercoupe du Danemark en 2002

- AJ Auxerre
  - Vainqueur de la Coupe Intertoto en 2006